# Listă de limbi după numărul de vorbitori
Această listă cuprinde limbile lumii ordonate descrescător după numărul de vorbitori nativi. Au fost incluse numai limbile vorbite nativ de cel puțin 10 milioane de oameni. Lista cuprinde și unele date despre folosirea lor ca limbi secundare.
În unele cazuri la o limbă au fost incluse toate varietățile acesteia, indiferent de inteligibilitatea reciprocă, de exemplu limbile chineză și arabă. În alte cazuri au fost listate separat dialecte reciproc inteligibile care sunt reglementate de standarde naționale diferite sau care au glotonime diferite, ca de exemplu limbile scandinave sau hindustani. Prin aceasta nu se urmărește luarea unei poziții în disputele limbă/dialect.
Termenul de limbă vorbită nativ (sau limbă primară) înseamnă limba în care o persoană a fost crescută în primii ani ai vieții. Pentru acest motiv o persoană poate avea mai mult decât o limbă primară. Limbă secundară înseamnă o limbă învățată ulterior și folosită în educație sau societate.

## Peste 100 de milioane
| Limbă (Familie)           | Țări | Vorbitori |
| ------------------------- | --- | --- |
| Chineza (Sino-tibetană)   | Oficială (ca mandarină) în China, Singapore, Taiwan, (ca cantoneză) Hong Kong și Macao | Toate varietățile: 1281 mil. Mandarină: 889 mil. (2013) Wu: 80,1 mil. (2013) Yue: 62 mil. (2007) Jinyu: 46,1 mil. (2013) Hakka: 43,5 mil. (2007) Xiang: 36,6 mil. (2013) Min Nan: 27,1 mil. (2013) Gan: 21,7 mil. (2013) Min Bei: 10,9 mil. (2013) Min Dong: 8,82 mil. (2000) Huizhou: 4,6 mil. (2000) Min Zhong: 3,1 mil. (2000) Pu-Xian: 2,52 mil. (2000) |
| Spaniolă (Romanică)       | Oficială în Argentina, Bolivia, Chile, Columbia, Costa Rica, Cuba, Ecuador, El Salvador, Guatemala, Guineea Ecuatorială, Honduras, Mexic, Nicaragua, Panama, Paraguay, Peru, Republica Dominicană, Spania, Uruguay și Venezuela De uz comun în Andorra, Belize, Gibraltar și Statele Unite                                                                                             | L1: 436 mil. L2: 91 mil. |
| Engleză (Germanică)       | Oficială în 67 de țări și 27 de entități nesuverane | L1: 371 mil. L2: 611 mil. |
| Arabă (Semitică)          | Oficială în Algeria, Arabia Saudită, Bahrain, Ciad, Comore, Djibouti, Egipt, Emiratele Arabe Unite, Iordania, Irak, Israel, Kuweit, Liban, Libia, Malta, Maroc, Mauritania, Oman, Palestina, Qatar, Sahara Occidentală, Siria, Somalia, Sudan, Tunisia și Yemen Națională în Eritreea, Mali, Niger, Senegal și Sudanul de Sud Recunoscută ca limbă minoritară în Cipru, Iran și Turcia | Toate varietățile: 291 mil. |
| Hindi (Indo-iraniană)     | Oficială în Fiji și India Recunoscută ca limbă minoritară în Guyana, Mauritius, Surinam și Trinidad și Tobago | L1: 260 mil. L2: 121 mil. |
| Bengaleză (Indo-iraniană) | Oficială în Bangladesh și India (Assam, Bengalul de Vest, Insulele Andaman și Nicobar, Jharkhand și Tripura) | L1: 242 mil. L2: 19 mil. |
| Portugheză (Romanică)     | Oficială în Angola, Brazilia, Capul Verde, Guineea-Bissau, Guineea Ecuatorială, Mozambic, Portugalia, São Tomé și Príncipe și Timorul de Est Culturală în India (Goa) | L1: 218 mil. L2: 11 mil. |
| Rusă (Slavă)              | Oficială în Abhazia, Belarus, Kazahstan, Kârgâzstan, Moldova (Găgăuzia), Norvegia (Svalbard), Osetia de Sud, Republica Populară Donețk, Republica Populară Luhansk, Rusia, Tadjikistan, Transnistria și Uzbekistan Recunoscută ca limbă minoritară în Armenia, Cehia, Moldova, Norvegia, Polonia, România, Slovacia și Ucraina                                                         | L1: 153 mil. L2: 113 mil. |
| Japoneză (Japonică)       | Oficială în Japonia Recunoscută ca limbă minoritară în Palau (Angaur) | L1: 128 mil. L2: 11.500 |
| Punjabă (Indo-iraniană)   | Oficială în India și Pakistan | Toate varietățile: 121 mil. Punjabă de vest (lahnda): 92 mil. Punjabă de est (gurmukhi): 29 mil. |

## Între 30 și 100 de milioane
| Limbă (Familie)             | Țări | Vorbitori                                                                                 |
| --------------------------- | --- | ----------------------------------------------------------------------------------------- |
| Javaneză (Austroneziană)    | Oficială în Indonezia (Java Centrală, Java de Est și Yogyakarta) | 84,3 mil. (2000)                                                                          |
| Coreeană (Coreanică)        | Oficială în China (Changbai și Yanbian), Coreea de Nord și Coreea de Sud | 77 mil.                                                                                   |
| Franceză (Romanică)         | Oficială în Belgia, Benin, Burkina Faso, Burundi, Camerun, Canada, Ciad, Coasta de Fildeș, Comore, Djibouti, Elveția, Franța, Gabon, Guineea, Guineea Ecuatorială, Haiti, Luxemburg, Madagascar, Mali, Monaco, Niger, Republica Centrafricană, Republica Congo, Republica Democrată Congo, Rwanda, Senegal, Seychelles, Togo și Vanuatu Administrativă/culturală în Algeria, Cambodgia, Laos, Liban, Maroc, Mauritania, Mauritius și Tunisia | L1: 76 mil. L2: 153 mil.                                                                  |
| Germană (Germanică)         | Oficială în Austria, Belgia, Elveția, Germania, Liechtenstein și Luxemburg Recunoscută ca limbă minoritară în Bosnia și Herțegovina, Brazilia (Espírito Santo), Cehia, Danemarca, Italia (Friuli-Veneția Giulia, Piemont, Provincia Autonomă Trento și Valle d'Aosta), Kazahstan, Namibia, Polonia, România, Rusia (Districtul Național Azovsky Nemetsky), Slovacia, Ucraina și Ungaria                                                      | L1: 76 mil. L2: 52 mil.                                                                   |
| Telugu (Dravidiană)         | Oficială în India (Andhra Pradesh, Telangana și Yanam) Recunoscută ca limbă minoritară în Guyana și Mauritius | L1: 74 mil. L2: 5 mil.                                                                    |
| Marathi (Indo-iraniană)     | Oficială în India (Dadra și Nagar Haveli, Daman și Diu și Maharashtra) | L1: 71 mil. L2: 3 mil.                                                                    |
| Turcă (Turcică)             | Oficială în Cipru și Turcia Recunoscută ca limbă minoritară în Bosnia și Herțegovina, Grecia, Irak, Kosovo, Macedonia și România | L1: 71 mil. L2: 380.300                                                                   |
| Persană (Indo-iraniană)     | Oficială în Afganistan (dari), Iran (farsi) și Tadjikistan (tadjică) | Toate varietățile: 69 mil. Farsi: 52 mil. Dari: 8 mil. Tadjică: 7 mil.                    |
| Urdu (Indo-iraniană)        | Oficială în India (Jammu și Cașmir) și Pakistan Co-oficială în India (Bihar, Delhi, Telangana și Uttar Pradesh) | L1: 69 mil. L2: 94 mil.                                                                   |
| Vietnameză (Austroasiatică) | Oficială în Vietnam Recunoscută ca limbă minoritară în Cehia | 68 mil.                                                                                   |
| Tamilă (Dravidiană)         | Oficială în India (Puducherry și Tamil Nadu), Singapore și Sri Lanka Recunoscută ca limbă minoritară în Malaezia și Mauritius | L1: 67 mil. L2: 8 mil.                                                                    |
| Italiană (Romanică)         | Oficială în Elveția, Italia, San Marino și Vatican Recunoscută ca limbă minoritară în Albania, Argentina, Australia, Brazilia (Rio Grande do Sul și São Paulo), Canada, Costa Rica, Croația (Cantonul Istria), Eritreea, Etiopia, Franța, Libia, Malta, Mexic (Chipilo), Monaco, Slovenia (Istria), Somalia, Statele Unite, Uruguay și Venezuela                                                                                             | L1: 63 mil. L2: 3,085 mil.                                                                |
| Malaieză (Austroneziană)    | Oficială în Brunei, Indonezia (indoneziană), Insulele Cocos, Malaezia și Singapore | Toate varietățile: 60 mil.                                                                |
| Gujarati (Indo-iraniană)    | Oficială în India (Dadra și Nagar Haveli, Daman și Diu și Gujarat) | 46 mil.                                                                                   |
| Poloneză (Slavă)            | Oficială în Polonia Recunoscută ca limbă minoritară în Cehia, Lituania, Slovacia și Ucraina | L1: 40 mil. L2: 454.000                                                                   |
| Paștună (Indo-iraniană)     | Oficială în Afganistan Recunoscută ca limbă minoritară în Pakistan | Toate varietățile: 38 mil. Yousafzai: 21 mil. Kandahar: 10 mil. Mahsudi: 6,52 mil. (2013) |
| Kannada (Dravidiană)        | Oficială în India (Karnataka) | L1: 37 mil. L2: 9 mil.                                                                    |
| Malayalam (Dravidiană)      | Oficială în India (Kerala, Lakshadweep și Mahé) | 34 mil.                                                                                   |
| Ucraineană (Slavă)          | Oficială în Crimeea, Transnistria și Ucraina Recunoscută ca limbă minoritară în Bosnia și Herțegovina, Cehia, Croația, Moldova, Polonia, România, Serbia, Slovacia și Ungaria | 34 mil.                                                                                   |
| Birmană (Sino-tibetană)     | Oficială în Myanmar | L1: 32 mil. L2: 10 mil.                                                                   |
| Oriya (Indo-iraniană)       | Oficială în India (Jharkhand și Odisha) | Toate varietățile: 32 mil. Odia: 32,1 mil. (2001) Sambalpuri: 519.000 (2001)              |

## Între 10 și 30 de milioane
| Limbă (Familie)           | Țări | Vorbitori |
| ------------------------- | --- | --- |
| Uzbecă (Turcică)          | Oficială în Uzbekistan | Toate varietățile: 29 mil. |
| Oromo (Cușitică)          | Nu este limbă oficială. | Toate varietățile: 25,5 mil. (2007) Oromo vest-centrală: 8,92 mil. (1994) Oromo de est: 4,53 mil. (1994) Borana: 3,63 mil. Orma: 66.300 (2009) |
| Kurdă (Indo-iraniană)     | Oficială în Irak (Regiunea Kurdistan‎) | Toate varietățile: 25 mil. Kurmanji: 15 mil. Sorani: 7,25 mil. Palewani: 5,54 mil. |
| Română (Romanică)         | Oficială în Moldova, România, Serbia (Voivodina) și Transnistria Recunoscută ca limbă minoritară în Serbia, Ucraina și Ungaria                                                                         | 24 mil. |
| Tagalog (Austroneziană)   | Oficială în Filipine | 24 mil. |
| Azeră (Turcică)           | Oficială în Azerbaidjan și Rusia (Daghestan) | Toate varietățile: 23 mil. |
| Fula (Nigero-congoleză)   | Nu este limbă oficială. | Toate varietățile: 23 mil. Fulfulde nigeriană (Nigeria): 11,5 mil. (2000) Pulaar (Gambia, Mauritania, Senegal): 3,45 mil. (2015) Pular (Guineea, Sierra Leone): 2,55 mil. (1991) Maasina Fulfulde (Mali): 1,04 mil. (2014) Adamawa Fulfulde (Camerun, Ciad, Sudan): 999.500 Fulfulde de Niger central-estică (Niger): 450.000 (1998) Fulfulde de Niger vestică (Burkina Faso, Niger): 450.000 (2007) Borgu Fulfulde (Benin, Togo): 328.200 Bagirmi Fulfulde (Republica Centrafricană): 180.000 |
| Neerlandeză (Germanică)   | Oficială în Belgia, Olanda și Surinam | 22 mil. |
| Thailandeză (Tai-Kadai)   | Oficială în Thailanda | L1: 20 mil. L2: 40 mil. |
| Yoruba (Nigero-congoleză) | Oficială în Nigeria | L1: 19 mil. L2: 2 mil. |
| Igbo (Nigero-congoleză)   | Oficială în Nigeria Recunoscută ca limbă minoritară în Guineea Ecuatorială | 18 mil. (1999) |
| Malgașă (Austroneziană)   | Oficială în Madagascar | Toate varietățile: 18 mil. Malgașă de platou: 7,52 mil. (2011) Betsimisaraka de sud: 2 mil. (2011) Tsimihety: 1,615 mil. (2011) Tandroy-Mahafaly: 1,3 mil. (2011) Betsimisaraka de nord: 1,27 mil. (2011) Sakalava: 1,21 mil. (2014) Tesaka: 1,13 mil. (2010) Bara: 724.000 (2011) Tanosy: 639.000 (2011) Masikoro: 550.000 (2011) Antankarana: 156.000 (2011) |
| Khmeră (Austroasiatică)   | Oficială în Cambodgia | L1: 16 mil. L2: 1 mil. |
| Nepaleză (Indo-iraniană)  | Oficială în India (Assam, Districtul Darjeeling și Sikkim) și Nepal | Toate varietățile: 16 mil. |
| Somaleză (Cușitică)       | Oficială în Somalia Recunoscută ca limbă minoritară în Djibouti, Etiopia și Kenya | L1: 16 mil. L2: 95.600 |
| Swahili (Bantu)           | Oficială în Comore, Kenya, Republica Democrată Congo, Rwanda, Tanzania și Uganda | Toate varietățile: 15 mil. |
| Greacă (Elenică)          | Oficială în Cipru și Grecia Recunoscută ca limbă minoritară în Albania, Armenia, Italia, România, Statele Unite, Turcia, Ucraina și Ungaria                                                            | L1: 13 mil. L2: 57.000 |
| Assameză (Indo-iraniană)  | Oficială în India (Assam) | 12,8 mil. (2001) |
| Kazahă (Turcică)          | Oficială în China (Ili), Kazahstan și Rusia (Republica Altai) | 12 mil. |
| Kinyarwanda (Bantu)       | Oficială în Rwanda | 12 mil. |
| Maghiară (Uralică)        | Oficială în Serbia (Voivodina) și Ungaria Recunoscută ca limbă minoritară în Austria (Burgenland), Croația, România, Slovacia, Slovenia (Prekmurje) și Ucraina (Bereg, Muncaci, Ujhorod și Vînohradiv) | 12 mil. |
| Zulu (Bantu)              | Oficială în Africa de Sud | L1: 11 mil. L2: 15,7 mil. |
| Cehă (Slavă)              | Oficială în Cehia Recunoscută ca limbă minoritară în Polonia și Slovacia | L1: 10 mil. L2: 2,54 mil. |